# 엘모소테 학살

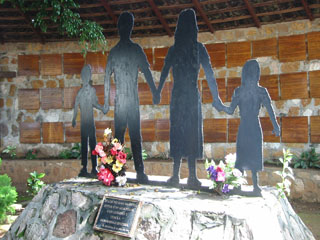

엘모소테 학살(Masacre de El Mozote)사건은 1981년 엘살바도르 엘모소테 마을에서 벌어진 정부군의 민간인 학살 사건이다.

## 개요
엘살바도르 1980~81년 무장 게릴라 단체인 ‘파라분도 마르티 민족해방전선’(FMLN)과 정부군 사이의 내전을 겪었다.
이 과정에서 이틀 동안 어린아이를 비롯한 민간인 1000여명이 정부군한테 죽는 사건이 벌어진다.
이 사건을‘엘모소테 학살'이라 한다.
학살을 자행한 정부군 대부분은 미국의 군사학교인 SOA(School Of Americas)에서 교육을 받았다.
SOA는 오랫동안 중남미 출신 군대와 장교를 대상으로 군사교육과 훈련을 시켜온 미 육군의 교육기관이다.
엘살바도르 정부는 사건을 은폐하려 했다.

## 정부의 사과
마우리시오 푸네스 엘살바도르 대통령은 2012년 1월 16일 좌익 게릴라와 벌어졌던 내전 초기인 지난 1981년에 정부군이 엘모소테 현지 민간인 1,000명을 학살한 과오를 정식 사과했다.푸네스 대통령은 이날 엘 모소테에서 열린 내전(1980~1992년) 종식 평화협정 체결 20주년 기념 추도식에서 “엘모소테에서 일어났던 민간인 학살은 중남미 현대사에서 가장 큰 대량 학살극 중 하나”라며 “정부가 이에 책임이 있다는 것을 정식으로 인정한다”고 말했다.

## 학살사건 조사 무산
엘살바도르에서 일어난 학살 사건은 오스카르 아르눌포 로메로 대주교가 1977년 세운 '소코로 후리디코Socorro Juridico'(법률 구조: 훗날 투텔라 레갈tutela legal로 이름을 바꾼다)에 낱낱이 기록됐다.
주민들은 살해,실종사건이 일어나면 사건 현황을 매주 전화로 업데이트했다. 이 기구가 지금껏 기록한 사건은 5만건이 넘는다.
그런데 2013년 9월 30일 가톨릭 내 보수 세력의 조직인 ‘오푸스 데이’ 구성원으로 알려진 엘살바도르의 대주교인 호세 루이스 에스코바르 알라스가 '투텔라 레갈'의 폐쇄를 명령했다.
엘살바도르 법무부가 ‘엘모소테 대학살’ 사건에 대한 조사를 재개했고, 2013년 대법원이 이를 수용하겠다고 밝히자 '투텔라 레갈'의 기록들이 재판의 결정적인 증거로 활용되리라는 기대가 높았다. 그러나 '투텔라 레갈'의 폐쇄로 학살 사건의 재조사는 무산된다.

## 같이 보기
- 라틴아메리카–미국 관계